# Radomir Vukčević
Radomir Vukčević (Tenin, 15 settembre 1944 – Spalato, 28 novembre 2014) è stato un calciatore jugoslavo, di ruolo portiere.

## Carriera

### Nazionale
Fece il suo debutto con la nazionale jugoslava il 1º novembre 1967 in occasione dell'amichevole in esterna contro i Paesi Bassi. La sua ultima partita con i Plavi la disputò il 22 settembre 1971 contro il Messico.
Indossò la maglia della nazionale per un totale di nove partite e fu il secondo portiere nella spedizione di Italia 1968 dove ottenne una medaglia d'argento.

## Statistiche

### Cronologia presenze e reti in nazionale
| Cronologia completa delle presenze e delle reti in nazionale ― Jugoslavia | Cronologia completa delle presenze e delle reti in nazionale ― Jugoslavia | Cronologia completa delle presenze e delle reti in nazionale ― Jugoslavia | Cronologia completa delle presenze e delle reti in nazionale ― Jugoslavia | Cronologia completa delle presenze e delle reti in nazionale ― Jugoslavia | Cronologia completa delle presenze e delle reti in nazionale ― Jugoslavia | Cronologia completa delle presenze e delle reti in nazionale ― Jugoslavia | Cronologia completa delle presenze e delle reti in nazionale ― Jugoslavia |
| Data                                                                      | Città                                                                     | In casa                                                                   | Risultato                                                                 | Ospiti                                                                    | Competizione                                                              | Reti                                                                      | Note                                                                      |
| ------------------------------------------------------------------------- | ------------------------------------------------------------------------- | ------------------------------------------------------------------------- | ------------------------------------------------------------------------- | ------------------------------------------------------------------------- | ------------------------------------------------------------------------- | ------------------------------------------------------------------------- | ------------------------------------------------------------------------- |
| 1-11-1967                                                                 | Rotterdam                                                                 | Paesi Bassi                                                               | 1 – 2                                                                     | Jugoslavia                                                                | Amichevole                                                                | -1                                                                        |                                                                           |
| 12-11-1967                                                                | Belgrado                                                                  | Jugoslavia                                                                | 4 – 0                                                                     | Albania                                                                   | Qual. Euro 1968                                                           | -                                                                         |                                                                           |
| 25-6-1968                                                                 | Belgrado                                                                  | Jugoslavia                                                                | 0 – 2                                                                     | Brasile                                                                   | Amichevole                                                                | -2                                                                        |                                                                           |
| 4-4-1971                                                                  | Spalato                                                                   | Jugoslavia                                                                | 2 – 0                                                                     | Paesi Bassi                                                               | Qual. Euro 1972                                                           | -                                                                         |                                                                           |
| 21-4-1971                                                                 | Novi Sad                                                                  | Jugoslavia                                                                | 0 – 1                                                                     | Romania                                                                   | Amichevole                                                                | -                                                                         | 46’                                                                       |
| 9-5-1971                                                                  | Lipsia                                                                    | Germania Est                                                              | 1 – 2                                                                     | Jugoslavia                                                                | Qual. Euro 1972                                                           | -1                                                                        |                                                                           |
| 18-7-1971                                                                 | Rio de Janeiro                                                            | Brasile                                                                   | 2 – 2                                                                     | Jugoslavia                                                                | Amichevole                                                                | -2                                                                        |                                                                           |
| 1-9-1971                                                                  | Budapest                                                                  | Ungheria                                                                  | 2 – 1                                                                     | Jugoslavia                                                                | Amichevole                                                                | -2                                                                        |                                                                           |
| 22-9-1971                                                                 | Sarajevo                                                                  | Jugoslavia                                                                | 4 – 0                                                                     | Messico                                                                   | Amichevole                                                                | -                                                                         | 74’                                                                       |
| Totale                                                                    |                                                                           | Presenze                                                                  | 9                                                                         |                                                                           | Reti                                                                      | -8                                                                        |                                                                           |

## Palmarès

### Club
- Campionato jugoslavo: 1

Hajduk Spalato: 1970-1971
- Coppa di Jugoslavia: 2

Hajduk Spalato: 1966-1967, 1971-1972